# Рей (мыс)
Рей (англ. Cape Ray) — мыс, расположенный в юго-западной оконечности острова Ньюфаундленд в канадской провинции Ньюфаундленд и Лабрадор.
Он расположен напротив мыса Норт на Кейп-Бретоне (Новая Шотландия).